# Nekrolog 4. Quartal 1975
Nekrolog
◄◄
| ◄
| 1971
| 1972
| 1973
| 1974
| 1975 | 1976 | 1977 | 1978 | 1979 | ► | ►►
1. Quartal |
2. Quartal |
3. Quartal |
4. Quartal 1975
Weitere Ereignisse | Allgemeiner Nekrolog 1975
Die Beschreibung der verstorbenen Person sollte so kurz wie möglich gehalten sein und nur deren signifikante Tätigkeit(en) enthalten.
Neue Namen ggf. auch unter dem Geburts- und Sterbedatum, also etwa unter 1. Januar und im Geburts- und Sterbejahr (2024) eintragen (nur bei entsprechender großer Wichtigkeit). Für Beispiele siehe die schon vorhandenen Artikel.
Außerdem über die fünf zuletzt Verstorbenen, zu denen es einen ausreichend guten Artikel für eine Präsentation auf der Hauptseite gibt, nach der todesbedingten Überarbeitung der Artikel ggf. auch unter Wikipedia Diskussion:Hauptseite informieren und sie am besten auch in den anderen Wikipedia-Sprachversionen eintragen. Tipp: Regelmäßig bei news.google.de nach „ist tot“, „gestorben“ oder „verstorben“ suchen.
Wenn eine Person gestorben ist, gibt es viele Seiten zu dieser Person in der Wikipedia, die davon auch betroffen sind und entsprechend aktualisiert werden müssen. Beispiele: Namenübersichtsseite, Geburtsjahr, Geburtsort-Seiten und viele mehr.
Wie finde ich die betroffenen Seiten?
Im Suchfeld auf der linken Seite gibt man den Suchbegriff so ein: „Vorname Nachname“. Dann klickt man auf Volltext und alle Seiten mit entsprechendem Suchtext werden aufgerufen. Hier sieht man dann schnell, wo auch das Todesjahr Sinn macht oder sogar ein Teil des Artikels angepasst werden muss. Auch hilft das „Werkzeug“ auf der linken Seite sehr gut, um solche Seiten aufzufinden: „Links auf diese Seite“. Somit ist die Wikipedia wieder aktuell in allen Bereichen! Hinweis: bei Eintragung der Kategorie „Gestorben JAHR“ wird der Missbrauchsfilter 49 ausgelöst, was jedoch nicht schlimm ist. Siehe: Spezial:Missbrauchsfilter/49
Dies ist eine Liste von im vierten Quartal 1975 verstorbenen bekannten Persönlichkeiten. Die Einträge erfolgen innerhalb der einzelnen Daten alphabetisch sortiert. Tiere sind im Nekrolog für Tiere zu finden.

## Oktober
| Tag         | Name                              | Beruf, bekannt als                                                                          | Alter | Beleg |
| ----------- | --------------------------------- | ------------------------------------------------------------------------------------------- | ----- | ----- |
| 1. Oktober  | Nelly van Doesburg                | niederländische Pianistin und bildende Künstlerin                                           | 76    |       |
| 1. Oktober  | Helmut Henrichs                   | deutscher Theaterkritiker, Theaterregisseur und Theaterintendant                            | 68    |       |
| 1. Oktober  | Al Jackson, Jr.                   | US-amerikanischer Schlagzeuger, Musikproduzent und Songwriter                               | 39    |       |
| 1. Oktober  | Balyş Öwezow                      | turkmenischer Politiker                                                                     | 59    |       |
| 1. Oktober  | Eugène Rodenbourg                 | luxemburgischer Jurist                                                                      | 80    |       |
| 1. Oktober  | Johannes Teich                    | deutscher Politiker (KPD)                                                                   | 71    |       |
| 2. Oktober  | Raymond Carhart                   | US-amerikanischer Audiologe                                                                 | 63    |       |
| 2. Oktober  | K. Kamaraj                        | indischer Politiker                                                                         | 72    |       |
| 2. Oktober  | Franz Günter Lossow               | deutscher Bildhauer                                                                         | 50    |       |
| 2. Oktober  | Max Pestemer                      | österreichischer Chemiker                                                                   | 67    |       |
| 2. Oktober  | Arne Weel                         | dänischer Schauspieler und Regisseur                                                        | 84    |       |
| 3. Oktober  | Erich Drescher                    | deutscher Jurist und Generalstaatsanwalt                                                    | 91    |       |
| 3. Oktober  | Johann Karl Egli                  | österreichischer evangelisch-reformierter Theologe                                          | 84    |       |
| 3. Oktober  | Karl Holl                         | deutscher Musikwissenschaftler und Musikschriftsteller                                      | 83    |       |
| 3. Oktober  | Charles Lacquehay                 | französischer Radrennfahrer                                                                 | 77    |       |
| 3. Oktober  | Guy Mollet                        | französischer Politiker, Mitglied der Nationalversammlung                                   | 69    |       |
| 3. Oktober  | Erich Otto                        | deutscher Gewerkschaftsfunktionär und Schauspieler                                          | 92    |       |
| 3. Oktober  | Willy Steiner                     | deutscher Dirigent und Geiger                                                               | 65    |       |
| 3. Oktober  | August Wildam                     | österreichischer Hockey- und Tischtennisspieler                                             | 77    |       |
| 4. Oktober  | Moriz Enzinger                    | österreichischer Germanist und Literaturwissenschaftler                                     | 83    |       |
| 4. Oktober  | Friedrich A. Lutz                 | deutscher Wirtschaftswissenschaftler                                                        | 73    |       |
| 4. Oktober  | Salvador Sturla                   | dominikanischer Musiker und Komponist                                                       | 84    |       |
| 4. Oktober  | May Sutton                        | US-amerikanische Tennisspielerin                                                            | 89    |       |
| 4. Oktober  | Joan Whitney Payson               | US-amerikanische Kunstsammlerin, Mäzenin und Unternehmerin                                  | 72    |       |
| 5. Oktober  | Wilhelm Evers                     | deutscher Organist und Musikpädagoge                                                        | 73    |       |
| 5. Oktober  | Karl Lechner                      | österreichischer Archivdirektor und Landeshistoriker                                        | 78    |       |
| 5. Oktober  | Constance Malleson                | britische Schauspielerin und Schriftstellerin                                               | 79    |       |
| 5. Oktober  | Alfred Spindler                   | deutscher Politiker (KPD), MdL                                                              | 69    |       |
| 5. Oktober  | Hans Volkmann                     | deutscher Althistoriker                                                                     | 75    |       |
| 6. Oktober  | Mathias Eggenberger               | Schweizer Nationalrat, Ständerat und Regierungsrat                                          | 70    |       |
| 7. Oktober  | Georges Frey                      | französischer Geiger, Bratschist und Spezialist des Rundbogenspiels                         | 85    |       |
| 7. Oktober  | Anton Frommelt                    | Liechtensteiner Priester, Politiker und Künstler                                            | 80    |       |
| 7. Oktober  | Koyama Fujio                      | japanischer Kunsthistoriker und Töpfer                                                      | 75    |       |
| 7. Oktober  | Franz Josef Lang                  | österreichischer Pathologe und Hochschullehrer                                              | 81    |       |
| 8. Oktober  | Walter Felsenstein                | österreichischer Regisseur                                                                  | 74    |       |
| 8. Oktober  | Alberto Hemsi                     | italienischer jüdisch-sephardischer Komponist, Musikethnologe und Synagogenmusiker          | 77    |       |
| 8. Oktober  | Josef Traxel                      | deutscher Opernsänger (Tenor)                                                               | 59    |       |
| 8. Oktober  | Hans-Hendrik Wehding              | deutscher Dirigent und Komponist                                                            | 60    |       |
| 8. Oktober  | Jakobus Wössner                   | deutsch-österreichischer Soziologe                                                          | 54    |       |
| 9. Oktober  | Hayashi Fusao                     | japanischer Schriftsteller                                                                  | 72    |       |
| 9. Oktober  | Frithjof Sælen                    | norwegischer Turner                                                                         | 83    |       |
| 10. Oktober | August Dvorak                     | US-amerikanischer Psychologe und Pädagogikprofessor                                         | 81    |       |
| 10. Oktober | Stanisław Gąsienica-Sieczka       | polnischer Skispringer                                                                      | 70    |       |
| 10. Oktober | Norman Levinson                   | US-amerikanischer Mathematiker                                                              | 63    |       |
| 10. Oktober | Gustav von Vaerst                 | deutscher Offizier, General der Panzertruppe im Zweiten Weltkrieg                           | 81    |       |
| 11. Oktober | Ludwig Einicke                    | deutscher Politiker (SED), MdV, Landesminister von Sachsen-Anhalt                           | 71    |       |
| 11. Oktober | Lucien Godeaux                    | belgischer Mathematiker                                                                     | 88    |       |
| 11. Oktober | Josef Hopmann                     | deutscher Astronom                                                                          | 84    |       |
| 11. Oktober | Viktor Klein                      | russlanddeutscher Hochschullehrer, Dichter und Schriftsteller                               | 65    |       |
| 11. Oktober | Sepp Mahler                       | deutscher Kunstmaler                                                                        | 74    |       |
| 11. Oktober | Otto Neudert                      | österreichischer Maler, Radierer, Illustrator und Graphiker                                 | 69    |       |
| 11. Oktober | Eric Seward                       | britischer Schwimmer                                                                        | 84    |       |
| 11. Oktober | Jimmy Sherman                     | US-amerikanischer Jazzpianist, Arrangeur und Komponist                                      | 67    |       |
| 12. Oktober | Josef Hilgarth                    | österreichischer Politiker (ÖVP), Landtagsabgeordneter, Landesrat in Niederösterreich       | 76    |       |
| 12. Oktober | Hans Jaeger                       | deutscher politischer Funktionär (KPD), Aktivist und Schriftsteller                         | 76    |       |
| 12. Oktober | Philipp Wüst                      | deutscher Dirigent und Komponist                                                            | 81    |       |
| 14. Oktober | Fritz Funke                       | deutscher Kaufmann, Aufsichtsratsvorsitzender                                               | 87    |       |
| 14. Oktober | Wilhelm Kürten                    | deutscher Schauspieler, Rundfunk-, Hörspiel- und Synchronsprecher                           | 74    |       |
| 14. Oktober | Marcus Lauesen                    | dänischer Schriftsteller                                                                    | 67    |       |
| 14. Oktober | Karl Löwenberg                    | deutscher Theaterregisseur                                                                  | 79    |       |
| 14. Oktober | Edward A. Tenenbaum               | US-amerikanischer Offizier und Ökonom                                                       | 53    |       |
| 14. Oktober | Friedrich Karl von Wachter        | preußischer Generalleutnant                                                                 |       |       |
| 15. Oktober | Guy Bélanger                      | kanadischer Geistlicher, römisch-katholischer Bischof von Valleyfield                       | 47    |       |
| 15. Oktober | Paul Coelestin Ettighoffer        | deutscher Schriftsteller                                                                    | 79    |       |
| 15. Oktober | Erik Kugelberg                    | schwedischer Zehnkämpfer                                                                    | 84    |       |
| 15. Oktober | Wilhelm Schmidt                   | deutscher Politiker (SPD)                                                                   | 92    |       |
| 15. Oktober | Walter Wili                       | Schweizer Klassischer Philologe                                                             | 75    |       |
| 16. Oktober | Hugh Adcock                       | englischer Fußballspieler                                                                   | 72    |       |
| 16. Oktober | Don Barclay                       | US-amerikanischer Schauspieler                                                              | 82    |       |
| 16. Oktober | Johan Goslings                    | niederländischer Mediziner                                                                  | 72    |       |
| 16. Oktober | Vittorio Gui                      | italienischer Komponist und Dirigent                                                        | 90    |       |
| 16. Oktober | Walther Karsch                    | deutscher Journalist und Herausgeber                                                        | 69    |       |
| 16. Oktober | Orlando Piani                     | italienischer Bahnradsportler                                                               | 82    |       |
| 16. Oktober | Carlo Romano                      | italienischer Schauspieler und Sprecher                                                     | 67    |       |
| 17. Oktober | Emmanuel‑Charles Bénézit          | französischer Maler, Zeichner, Graveur und Kunstkurator                                     | 87    |       |
| 17. Oktober | Moritz Goebel                     | Landtagsabgeordneter (NSDAP)                                                                | 75    |       |
| 17. Oktober | William Holford, Baron Holford    | britischer Architekt, Stadtplaner und Hochschullehrer                                       | 68    |       |
| 17. Oktober | Austin Menaul                     | US-amerikanischer Zehnkämpfer                                                               | 87    |       |
| 17. Oktober | Walter Poller                     | deutscher Parteifunktionär (SPD), Redakteur, ehemaliger Widerstandskämpfer und KZ-Häftling  | 75    |       |
| 17. Oktober | Max Saegesser                     | Schweizer Chirurg                                                                           | 73    |       |
| 18. Oktober | Max Frenzel                       | deutscher Politiker (KPD) und Gewerkschafter                                                | 84    |       |
| 18. Oktober | Otto Lellep                       | Erfinder und Metallurgieingenieur                                                           | 91    |       |
| 18. Oktober | Al Lettieri                       | US-amerikanischer Schauspieler                                                              | 47    |       |
| 18. Oktober | Alfred Migsch                     | österreichischer Politiker (SPÖ), Abgeordneter zum Nationalrat                              | 73    |       |
| 18. Oktober | Egon Milder                       | deutscher Fußballspieler und -trainer                                                       | 33    |       |
| 18. Oktober | Karl von Westphalen               | deutscher Politiker (CDU, später DFU) und Journalist                                        | 77    |       |
| 19. Oktober | René Benedetti                    | französischer klassischer Violinist und Musikpädagoge                                       | 74    |       |
| 19. Oktober | Cesare Bettarini                  | italienischer Schauspieler                                                                  | 74    |       |
| 19. Oktober | Jossyp Bokschaj                   | ukrainischer Maler                                                                          | 84    |       |
| 19. Oktober | Eily Keary                        | britische Schiffbauingenieurin                                                              | 83    |       |
| 20. Oktober | Franz Franik                      | deutscher Bergmann und Aktivist                                                             | 68    |       |
| 20. Oktober | Wilhelm Murrmann                  | deutscher Kommunalpolitiker (Freie Wählergemeinschaft)                                      | 68    |       |
| 20. Oktober | Josef Thomas                      | deutscher Politiker (KPD/SED), Richter und Widerstandskämpfer gegen den Nationalsozialismus | 80    |       |
| 21. Oktober | Victor Caccialanza                | US-amerikanischer Filmtechniker                                                             | 73    |       |
| 21. Oktober | James Wilfred Cook                | britischer Chemiker                                                                         | 74    |       |
| 21. Oktober | Gunnar Holmberg                   | schwedischer Fußballspieler                                                                 | 78    |       |
| 21. Oktober | Charles Reidpath                  | US-amerikanischer Stadtbaumeister, Stadtplaner und Leichtathlet                             | 86    |       |
| 21. Oktober | Nell Walden                       | schwedisch-schweizerische Malerin, Schriftstellerin und Kunstsammlerin                      | 87    |       |
| 22. Oktober | Ruth Engelhard                    | deutsche Leichtathletin                                                                     | 66    |       |
| 22. Oktober | Frank Michelis                    | deutscher Schauspieler                                                                      | 70    |       |
| 22. Oktober | Arnold J. Toynbee                 | britischer Kulturtheoretiker und Geschichtsphilosoph                                        | 86    |       |
| 23. Oktober | Rudolf Basedau                    | deutscher Politiker (SPD), MdL                                                              | 77    |       |
| 23. Oktober | Joseph De Craecker                | belgischer Degenfechter                                                                     | 84    |       |
| 23. Oktober | Leonora Lafayette                 | afroamerikanische Sopranistin                                                               | 49    |       |
| 23. Oktober | Jewgeni Pawlowitsch Glebow        | sowjetischer Konteradmiral                                                                  | 51    |       |
| 23. Oktober | Max Lange                         | deutscher Orthopäde und Hochschullehrer                                                     | 76    |       |
| 24. Oktober | Alfred Adam                       | deutscher evangelischer Theologe und Hochschullehrer für Kirchengeschichte                  | 76    |       |
| 24. Oktober | Tiago Gerardo Cloin               | niederländischer Ordensgeistlicher, Bischof von Barra                                       | 67    |       |
| 24. Oktober | C.J.G. Cool-van Oosten Slingeland | niederländische Malerin, Zeichnerin und Grafikerin                                          | 87    |       |
| 24. Oktober | Friedrich Karl Florian            | deutscher Politiker (NSDAP), MdR, Gauleiter der NSDAP von Düsseldorf                        | 81    |       |
| 24. Oktober | Réal Lemieux                      | kanadischer Eishockeyspieler                                                                | 30    |       |
| 24. Oktober | Hans Lorenz                       | deutscher Straßenbauingenieur und Trassierungsspezialist                                    | 75    |       |
| 24. Oktober | Kurt Wittmer-Eigenbrodt           | deutscher Jurist, Landwirt und Politiker (DNVP, CDU), MdB                                   | 85    |       |
| 25. Oktober | Wilhelm Blunk                     | deutscher Fußballspieler                                                                    | 72    |       |
| 25. Oktober | Dimitar Iwanow                    | bulgarischer Chemiker                                                                       | 81    |       |
| 25. Oktober | Gerhard Linne                     | deutscher Historiker, Autor und Schulleiter                                                 |       |       |
| 25. Oktober | Wilhelm Messerschmidt             | deutscher Physiker                                                                          | 69    |       |
| 25. Oktober | Frank Puglia                      | italienisch-amerikanischer Schauspieler                                                     | 83    |       |
| 25. Oktober | Josef Suter-Wyrsch                | Schweizer Politiker (Katholisch-Konservative)                                               | 85    |       |
| 25. Oktober | Mieczysław Wallis                 | polnischer Philosoph und Kunsthistoriker                                                    | 80    |       |
| 26. Oktober | Elbridge Bryant                   | US-amerikanischer Tenorsänger                                                               | 36    |       |
| 26. Oktober | Karl Egle                         | deutscher Botaniker                                                                         | 63    |       |
| 26. Oktober | Christian Opdenhoff               | deutscher Politiker (NSDAP), MdR und SS-Führer                                              | 73    |       |
| 26. Oktober | John J. Rooney                    | US-amerikanischer Jurist und Politiker                                                      | 71    |       |
| 26. Oktober | Emiel Van Cauter                  | belgischer Radrennfahrer                                                                    | 43    |       |
| 26. Oktober | Max Vorwerg                       | deutscher Filmarchitekt und Maler                                                           | 72    |       |
| 27. Oktober | Peregrino Anselmo                 | uruguayischer Fußballspieler                                                                | 73    |       |
| 27. Oktober | Remigi Blättler                   | Schweizer Politiker                                                                         | 75    |       |
| 27. Oktober | Oliver Nelson                     | US-amerikanischer Saxophonist, Big-Band Leader und Komponist                                | 43    |       |
| 27. Oktober | Rolf Nesch                        | deutsch-norwegischer Maler und Grafiker                                                     | 82    |       |
| 27. Oktober | Ángela Ruiz Robles                | spanische Erfinderin und Lehrerin                                                           | 80    |       |
| 27. Oktober | Rex Stout                         | US-amerikanischer Schriftsteller                                                            | 88    |       |
| 27. Oktober | Friedrich Thöne                   | deutscher Kunsthistoriker                                                                   | 68    |       |
| 28. Oktober | Elise Baumgartel                  | deutsche Ägyptologin                                                                        | 83    |       |
| 28. Oktober | Georges Carpentier                | französischer Boxer                                                                         | 81    |       |
| 28. Oktober | Herbert Loch                      | deutscher Offizier, zuletzt General der Artillerie im Zweiten Weltkrieg                     | 89    |       |
| 28. Oktober | Ettore Maria Margadonna           | italienischer Drehbuchautor                                                                 | 81    |       |
| 28. Oktober | Franz Marszalek                   | deutscher Dirigent, Komponist und Arrangeur                                                 | 75    |       |
| 28. Oktober | Guri Nikolajewitsch Sawin         | ukrainisch-sowjetischer Ingenieurwissenschaftler                                            | 68    |       |
| 28. Oktober | Walter Sperling                   | deutscher Autor, Grafiker                                                                   | 78    |       |
| 28. Oktober | Hans Uhlmann                      | deutscher Zeichner und Bildhauer                                                            | 74    |       |
| 28. Oktober | Else Warnke                       | deutsche Politikerin (SPD), MdL                                                             | 66    |       |
| 29. Oktober | Hans Ehrke                        | deutscher Schriftsteller                                                                    | 77    |       |
| 29. Oktober | Harry Frommermann                 | deutscher Sänger                                                                            | 69    |       |
| 29. Oktober | Mathilde Gantenberg               | deutsche Politikerin (CDU), MdL, MdB                                                        | 85    |       |
| 29. Oktober | Francesco Gargano                 | italienischer Säbelfechter                                                                  | 76    |       |
| 29. Oktober | Edmund Hirst                      | britischer Chemiker                                                                         | 77    |       |
| 29. Oktober | Alfred Owen                       | britischer Unternehmer                                                                      | 67    |       |
| 29. Oktober | Karl Vötterle                     | deutscher Verleger                                                                          | 72    |       |
| 29. Oktober | Louis J. Witte                    | US-amerikanischer Filmtechniker                                                             | 81    |       |
| 30. Oktober | Gustav Hertz                      | deutscher Physiker und Nobelpreisträger                                                     | 88    |       |
| 30. Oktober | Frieda Mätz                       | deutsche Politikerin (SPD), MdL                                                             | 73    |       |
| 30. Oktober | Andrés Mazzali                    | uruguayischer Fußballspieler                                                                | 73    |       |
| 30. Oktober | Kurt Roth                         | deutscher Maler                                                                             |       |       |
| 30. Oktober | Theodor Schultze-Jasmer           | deutscher Maler, Grafiker und Fotograf                                                      | 87    |       |
| 31. Oktober | Sachin Dev Burman                 | indischer Komponist                                                                         | 69    |       |
| 31. Oktober | Joseph Calleia                    | maltesischer Schauspieler                                                                   | 78    |       |
| 31. Oktober | Alfred Heinrich                   | deutscher Eishockeyspieler                                                                  | 69    |       |
| 31. Oktober | Antonín Strnadel                  | tschechischer Maler, Graphiker und Buchillustrator                                          | 65    |       |
| 31. Oktober | Wilhelm Werner                    | deutscher Tischler und Werkmeister der Hamburger Kunsthalle                                 | 88    |       |
| Oktober     | Axel Corall                       | schwedischer Fußballspieler                                                                 | 79    |       |
| Oktober     | Jimmy Reagan                      | US-amerikanischer Boxer im Bantamgewicht                                                    | 84    |       |

## November
| Tag          | Name                               | Beruf, bekannt als                                                                            | Alter | Beleg |
| ------------ | ---------------------------------- | --------------------------------------------------------------------------------------------- | ----- | ----- |
| 1. November  | Louis Hammerich                    | dänischer Germanist                                                                           | 83    |       |
| 1. November  | Friedrich-Wilhelm Lucht            | deutscher Politiker (SPD)                                                                     | 70    |       |
| 1. November  | Jérôme Rakotomalala                | madagassischer Kardinal und Erzbischof von Antananarivo                                       | 61    |       |
| 1. November  | Wilhelm Schürer                    | deutscher Architekt                                                                           | 89    |       |
| 1. November  | Charles Seymour Wright             | kanadischer Physiker und Polarforscher                                                        | 88    |       |
| 2. November  | Fausto Batignani                   | uruguayischer Fußballspieler                                                                  | 72    |       |
| 2. November  | Austin Dempster                    | britischer Kameramann                                                                         | 54    |       |
| 2. November  | Ernst Lucht                        | deutscher Konteradmiral im Zweiten Weltkrieg                                                  | 79    |       |
| 2. November  | Fiddlin’ Joe Martin                | US-amerikanischer Bluesmusiker                                                                | 75    |       |
| 2. November  | Pier Paolo Pasolini                | italienischer Filmregisseur und Dichter                                                       | 53    |       |
| 3. November  | Otto Thämer                        | deutscher Maler und Grafiker                                                                  | 83    |       |
| 4. November  | Willy Brandt                       | deutscher Philologe und Pädagoge                                                              | 90    |       |
| 4. November  | Karl Düh                           | österreichischer Politiker (SPÖ), Landtagsabgeordneter im Burgenland                          | 73    |       |
| 4. November  | František Dvorník                  | tschechischer Byzantinist und Kirchenhistoriker                                               | 82    |       |
| 4. November  | Tivadar Kanizsa                    | ungarischer Wasserballer                                                                      | 42    |       |
| 4. November  | Albert Reuss                       | österreichisch-englischer Maler und Bildhauer                                                 | 86    |       |
| 4. November  | Klaus Soehring                     | deutscher Pharmakologe                                                                        | 64    |       |
| 5. November  | Bob Chester                        | US-amerikanischer Tenorsaxophonist und Bandleader                                             | 67    |       |
| 5. November  | Otto Dannebom                      | deutscher Gewerkschafter und Politiker (SPD), MdB                                             | 71    |       |
| 5. November  | Lothar Hennig                      | deutsches Todesopfer an der Berliner Mauer                                                    | 21    |       |
| 5. November  | Annette Kellerman                  | australische Schwimmerin und Schauspielerin                                                   | 89    |       |
| 5. November  | Egon Martyrer                      | deutscher Maschinenbauingenieur, Rektor der TH Danzig und TH Hannover                         | 69    |       |
| 5. November  | Karl Niederberger                  | österreichischer Politiker und Arzt                                                           | 84    |       |
| 5. November  | Komiljon Otaniyozov                | sowjetischer Sänger, Musiker, Schauspieler und Komponist                                      | 58    |       |
| 5. November  | Richard Sharpe Shaver              | US-amerikanischer Science-Fiction-Autor                                                       | 68    |       |
| 5. November  | Edward Lawrie Tatum                | US-amerikanischer Genetiker                                                                   | 65    |       |
| 5. November  | Lionel Trilling                    | amerikanischer Literaturkritiker, Schriftsteller und Lehrer                                   | 70    |       |
| 5. November  | Toon van Vliet                     | niederländischer Jazz-Saxophonist                                                             | 53    |       |
| 6. November  | Vicente Feola                      | brasilianischer Fußballspieler und -trainer                                                   | 66    |       |
| 6. November  | Peter Christian Grünberg           | deutscher Heimatforscher, Schriftsteller und Übersetzer                                       | 74    |       |
| 6. November  | Ernst Hanfstaengl                  | deutscher finanzieller Unterstützer Hitlers, späterer Pressechef der NSDAP                    | 88    |       |
| 6. November  | Suzanne Lacore                     | französische Politikerin                                                                      | 100   |       |
| 6. November  | Shimun XXIII.                      | Katholikos-Patriarch der ostsyrischen autokephalen „Kirche des Ostens“                        | 67    |       |
| 6. November  | Wolfgang Zeiske                    | deutscher Schriftsteller                                                                      | 55    |       |
| 7. November  | Rudolf Criegee                     | deutscher Chemiker und Hochschullehrer                                                        | 73    |       |
| 7. November  | Dolores                            | englisches Model, Showgirl und eine Musical-Schauspielerin                                    |       |       |
| 7. November  | Piero Dusio                        | italienischer Fußballspieler, -funktionär, Automobilrennfahrer und Geschäftsmann              | 76    |       |
| 7. November  | Rudolf Otto Gerger                 | österreichischer Architekt                                                                    | 95    |       |
| 7. November  | John Carmel Heenan                 | britischer Kardinal und Erzbischof von Westminster                                            | 70    |       |
| 7. November  | Gerd Karlick                       | deutscher Schlagertexter und Drehbuchautor                                                    | 69    |       |
| 7. November  | Joseph McCarthy junior             | amerikanischer Textdichter                                                                    | 53    |       |
| 7. November  | Friedrich Meier                    | deutscher Politiker (SPD), MdBB                                                               | 51    |       |
| 7. November  | Heinrich Ott                       | österreichischer Politiker (CSP, ÖVP), Abgeordneter zum Nationalrat, Mitglied des Bundesrates | 82    |       |
| 7. November  | Gerhard Spangenberg                | deutscher Theologe                                                                            | 74    |       |
| 7. November  | Karl Stern                         | deutsch-kanadischer Psychiater und Neurologe                                                  | 69    |       |
| 7. November  | Franciszek Zawadzki                | polnischer Radrennfahrer                                                                      | 88    |       |
| 8. November  | Robert Bassler                     | US-amerikanischer Filmproduzent und Filmeditor                                                | 72    |       |
| 8. November  | Erna Corte                         | deutsche Sozialpolitikerin                                                                    | 82    |       |
| 8. November  | Bruno Durand                       | französischer Bibliothekar, Provenzalist, Romanist und Dichter                                | 85    |       |
| 8. November  | Karl-Heinz Irmer                   | deutscher Hockeyspieler                                                                       | 72    |       |
| 8. November  | Charles Kieffer                    | US-amerikanischer Ruderer                                                                     | 65    |       |
| 8. November  | Johann Mirbeth                     | deutscher SS-Oberscharführer im KZ Auschwitz                                                  | 70    |       |
| 8. November  | Jaime Montestrela                  | portugiesischer Dichter und Schriftsteller                                                    | 50    |       |
| 8. November  | Werner Pflugbeil                   | deutscher Ethnograph und Volkskünstler aus dem Erzgebirge                                     | 50    |       |
| 8. November  | Paul Riffel                        | deutscher Manager und Verbandsfunktionär                                                      | 73    |       |
| 8. November  | Heinrich Sellschopp                | deutscher Beamter beim Heereswaffenamt und beim Bundesamt für Wehrtechnik und Beschaffung     | 72    |       |
| 9. November  | Emil Berger                        | deutscher Richter                                                                             | 73    |       |
| 9. November  | Ingrid Ernest                      | deutsche Fernsehansagerin sowie Schauspielerin bei Bühne, Film und Fernsehen                  | 42    |       |
| 9. November  | Paul Hatvani                       | österreichischer Schriftsteller                                                               | 83    |       |
| 9. November  | Martha Hofmann                     | österreichische Schriftstellerin                                                              | 80    |       |
| 9. November  | Elfriede Husemann                  | deutsche Chemikerin und Universitätsprofessorin                                               | 66    |       |
| 9. November  | Marie Rodell                       | US-amerikanische Literaturagentin                                                             | 63    |       |
| 9. November  | Reinier Timman                     | niederländischer Mathematiker und Ingenieur                                                   | 58    |       |
| 9. November  | Ludwig Turek                       | deutscher Schriftsteller                                                                      | 77    |       |
| 10. November | Otto Borriss                       | deutscher Lehrer und Heimatforscher                                                           | 93    |       |
| 10. November | Jewgeni Jewgenjewitsch Flint       | russischer Kristallograf und Hochschullehrer                                                  | 88    |       |
| 10. November | Martin Herrmann                    | erzgebirgischer Mundartdichter                                                                | 75    |       |
| 10. November | William B. Kouwenhoven             | US-amerikanischer Elektroingenieur                                                            | 89    |       |
| 10. November | Otto Mattes                        | deutscher Zoologe und Professor an der Universität Marburg                                    | 77    |       |
| 10. November | Jacob Schaefer junior              | US-amerikanischer Karambolagespieler deutscher Abstammung                                     | 81    |       |
| 10. November | Otto Scheerpeltz                   | österreichischer Entomologe                                                                   | 87    |       |
| 11. November | Clinton Presba Anderson            | US-amerikanischer demokratischer Politiker                                                    | 80    |       |
| 11. November | Anton Gasperschitz                 | österreichischer Arbeitersekretär und Politiker, Landtagsabgeordneter                         | 90    |       |
| 11. November | Richard Paul Pavlick               | US-amerikanischer Attentäter, der Ende 1960 versuchte, John F. Kennedy zu ermorden            | 88    |       |
| 11. November | Rudolf Reinhart                    | österreichischer Bildhauer                                                                    | 78    |       |
| 11. November | Victor Tacik                       | deutscher Schauspieler bei Bühne, Film, Hörfunk und Fernsehen                                 | 63    |       |
| 11. November | Ferdinand Wedenig                  | österreichischer Politiker (SPÖ), Abgeordneter zum Nationalrat                                | 79    |       |
| 11. November | Mina Witkojc                       | niedersorbische Dichterin und Publizistin                                                     | 82    |       |
| 12. November | Karl Bubenzer                      | deutscher Politiker (NSDAP), MdR und stellvertretender Reichstierärzteführer                  | 75    |       |
| 12. November | Luigi Chiarini                     | italienischer Drehbuchautor, Filmregisseur und Filmkritiker                                   | 75    |       |
| 12. November | Margot Klausner                    | israelische Schriftstellerin, Verlegerin                                                      | 70    |       |
| 12. November | Francis Sears                      | US-amerikanischer Physiker                                                                    | 77    |       |
| 13. November | Olga Fjodorowna Bergholz           | russische Schriftstellerin                                                                    | 65    |       |
| 13. November | Heinz Pose                         | deutscher Physiker                                                                            | 70    |       |
| 13. November | Jürgen Rödig                       | deutscher Jurist                                                                              | 33    |       |
| 13. November | R. C. Sherriff                     | englischer Schriftsteller und Drehbuchautor                                                   | 79    |       |
| 13. November | Torkel Weis-Fogh                   | dänischer Zoologe und Professor an der University of Cambridge                                |       |       |
| 13. November | Gretl Zottmann                     | deutsche Schriftstellerin und Lyrikerin                                                       | 61    |       |
| 14. November | Max Ackermann                      | deutscher Maler und Grafiker; Schüler Adolf Hölzels                                           | 88    |       |
| 14. November | Salomon Adler-Rudel                | jüdischer Sozialpolitiker                                                                     | 81    |       |
| 14. November | Artemi Ajwasjan                    | sowjetischer Komponist, Dirigent und Cellist                                                  | 73    |       |
| 14. November | Harry J. Anslinger                 | amerikanischer Diplomat und Vorsitzender des Federal Bureau of Narcotics                      | 83    |       |
| 14. November | Berthold Ostertag                  | deutscher Pathologe und Hochschullehrer                                                       | 80    |       |
| 14. November | Harvey Sacks                       | US-amerikanischer Soziologe                                                                   |       |       |
| 14. November | Hugo Weber                         | deutscher Volkswirt und Politiker (Wirtschaftspartei), MdL, Minister                          | 85    |       |
| 15. November | Klaus Fisch                        | deutscher Maler                                                                               | 82    |       |
| 15. November | Alfred Lange                       | deutscher Wirtschaftswissenschaftler                                                          | 48    |       |
| 16. November | Wynn Bullock                       | US-amerikanischer Fotograf                                                                    | 73    |       |
| 16. November | János Kmetty                       | ungarischer Maler                                                                             | 85    |       |
| 16. November | Philipp Möhring                    | deutscher Rechtsanwalt                                                                        | 75    |       |
| 16. November | Josef Ofenböck                     | österreichischer Politiker (ÖVP), Abgeordneter zum Nationalrat                                | 56    |       |
| 16. November | Karel Opočenský                    | tschechischer Schachmeister                                                                   | 83    |       |
| 16. November | Hermann Schomberg                  | deutscher Schauspieler                                                                        | 68    |       |
| 16. November | Alexander Pawlowitsch Winogradow   | russischer Geochemiker und Vizepräsident der Akademie der Wissenschaften der UdSSR            | 80    |       |
| 17. November | Michael Ayrton                     | britischer Maler, Grafiker, Bildhauer und Autor                                               | 54    |       |
| 17. November | Fritz Bäsel                        | deutscher Politiker (KPD), MdL                                                                | 68    |       |
| 17. November | Detlev Wulf Bronk                  | US-amerikanischer Biophysiker und Wissenschaftsmanager                                        | 78    |       |
| 17. November | Pasqualino Cangiullo               | italienischer Dichter und Journalist                                                          | 75    |       |
| 17. November | Kay Johnson                        | US-amerikanische Schauspielerin                                                               | 70    |       |
| 17. November | Karl Alfred von Liechtenstein      | liechtensteinischer Adeliger, Prinz von Liechtenstein                                         | 65    |       |
| 17. November | Caspar Nink                        | römisch-katholischer Priester und Philosoph                                                   | 90    |       |
| 17. November | Rudolf Palgen                      | luxemburgischer Romanist                                                                      | 80    |       |
| 17. November | Merrill Pye                        | US-amerikanischer Szenenbildner                                                               | 73    |       |
| 18. November | August Anhalt                      | deutscher Maler, Zeichner und Grafiker der Moderne                                            | 76    |       |
| 18. November | Walter Bosshard                    | Schweizer Fotograf und Reporter                                                               | 83    |       |
| 18. November | Max Dominicé                       | Schweizer evangelischer Geistlicher                                                           | 74    |       |
| 18. November | Herbert Gute                       | deutscher Politiker (KPD, SED), Oberbürgermeister der Stadt Dresden (1958–1961)               | 70    |       |
| 18. November | Ernst Meyer                        | deutscher Althistoriker                                                                       | 77    |       |
| 19. November | Wiktor Antonowitsch Awdjuschko     | sowjetischer Schauspieler                                                                     | 50    |       |
| 19. November | Roger Branigin                     | US-amerikanischer Politiker                                                                   | 73    |       |
| 19. November | Alfred Dobbert                     | deutscher Politiker (SPD, USPD, SPD), MdL, MdR                                                | 78    |       |
| 19. November | Werner Ehrenberg                   | deutsch-britischer Physiker                                                                   | 74    |       |
| 19. November | Priscilla Fairfield Bok            | US-amerikanische Astronomin                                                                   | 79    |       |
| 19. November | Fritz Heinemann                    | deutscher Politiker (SPD), MdL, Oberbürgermeister von Bochum                                  | 72    |       |
| 19. November | Rudolf Kinau                       | deutscher Schriftsteller                                                                      | 88    |       |
| 19. November | Franz Meinert                      | deutscher Kriminologe, Staatsanwalt, Buchautor und Leiter des Bayerischen Landeskriminalamts  | 70    |       |
| 19. November | Solomon Borissowitsch Pikelner     | sowjetischer Astrophysiker                                                                    | 54    |       |
| 19. November | Elizabeth Taylor                   | britische Schriftstellerin                                                                    | 63    |       |
| 19. November | Samuel Harrison Thomson            | US-amerikanischer Historiker                                                                  | 80    |       |
| 19. November | Johannes Türschmann                | deutscher LDPD-Funktionär                                                                     | 52    |       |
| 20. November | Herbert Aschmann                   | deutscher Maler und Bühnenbildner                                                             | 62    |       |
| 20. November | Francisco Franco                   | spanischer General und Diktator                                                               | 82    |       |
| 20. November | Mathilde Hertz                     | deutsche Biologin                                                                             | 84    |       |
| 20. November | Walentin Alexandrowitsch Kamenski  | russisch-sowjetischer Architekt und Stadtplaner                                               | 68    |       |
| 20. November | Otto Paust                         | deutscher nationalsozialistischer Schriftsteller                                              | 78    |       |
| 21. November | Richard Freudenberg                | deutscher Politiker (PWW), MdB und Fabrikant                                                  | 83    |       |
| 21. November | Gunnar Gunnarsson                  | isländischer Schriftsteller                                                                   | 86    |       |
| 21. November | Kurt Kolle                         | deutscher Psychiater und Autor                                                                | 77    |       |
| 21. November | François de Roubaix                | französischer Filmkomponist                                                                   | 36    |       |
| 22. November | Werner von Bargen                  | deutscher Diplomat                                                                            | 77    |       |
| 22. November | Friedrich Blume                    | deutscher Musikwissenschaftler und Hochschullehrer                                            | 82    |       |
| 22. November | Jakob Bührer                       | Journalist und Schriftsteller                                                                 | 93    |       |
| 22. November | Kevin Ellis                        | australischer Politiker (New South Wales)                                                     | 65    |       |
| 22. November | Artur Meistermann                  | deutscher Politiker (Zentrum, CDU), MdL                                                       | 91    |       |
| 22. November | Gustav Pedersen                    | dänischer Politiker (Socialdemokraterne), MdL                                                 | 82    |       |
| 22. November | Solita Solano                      | US-amerikanische Redakteurin, Romanautorin, Dichterin und Journalistin                        |       |       |
| 22. November | Ludwig Zwickl                      | österreichischer Kabarettist, Musiker, Komiker, Sänger, Bühnen- und Filmschauspieler          | 69    |       |
| 23. November | Arvo Askola                        | finnischer Leichtathlet                                                                       | 65    |       |
| 23. November | Leslie Boardman                    | australischer Schwimmer                                                                       | 86    |       |
| 23. November | Mohamadou Djibrilla Maïga          | nigrischer Politiker                                                                          | 67    |       |
| 23. November | Julius Schulz                      | deutscher Offizier, zuletzt General der Flieger im Zweiten Weltkrieg                          | 85    |       |
| 24. November | Friedrich Beermann                 | deutscher Jurist, General und Politiker (SPD), MdB                                            | 63    |       |
| 24. November | Peter Dickens                      | deutscher Chemiker                                                                            | 75    |       |
| 24. November | Hans Heinrich Schlubach            | deutscher Chemiker und Hochschullehrer                                                        | 86    |       |
| 24. November | Herbert Schüler                    | deutscher Politiker (SPD), MdBB                                                               | 67    |       |
| 24. November | Paul Vogel                         | US-amerikanischer Kameramann                                                                  | 76    |       |
| 25. November | Moyna MacGill                      | britische Schauspielerin                                                                      | 79    |       |
| 25. November | Erika Pannwitz                     | deutsche Mathematikerin                                                                       | 71    |       |
| 25. November | Hellmuth Rauner                    | deutscher Kommunalpolitiker und Kulturbund-Funktionär                                         | 79    |       |
| 25. November | Karl Peter Röhl                    | deutscher Maler, Grafiker und Designer                                                        | 85    |       |
| 25. November | Rolland Romero                     | US-amerikanischer Dreispringer                                                                | 61    |       |
| 25. November | Harry Segall                       | US-amerikanischer Drehbuchautor und Schriftsteller                                            | 83    |       |
| 25. November | Chandulal Shah                     | indischer Filmregisseur und Filmproduzent                                                     | 77    |       |
| 25. November | Gustav Stratil-Sauer               | österreichischer Geograph                                                                     | 81    |       |
| 25. November | Hermann Zeltner                    | deutscher Philosoph                                                                           | 72    |       |
| 26. November | Wolfram Dörinkel                   | deutscher Jurist und Politiker (FDP), MdL, MdB                                                | 68    |       |
| 26. November | Abul Hasan                         | bangladeschischer Dichter und Journalist                                                      | 28    |       |
| 26. November | Wiktor Timofejewitsch Obuchow      | sowjetischer Generaloberst                                                                    | 77    |       |
| 26. November | Anton Storch                       | deutscher Politiker (CDU), MdB, MdEP                                                          | 83    |       |
| 26. November | Joseph Wiesner                     | deutscher Klassischer Archäologe                                                              | 62    |       |
| 26. November | Akrom Yusupov                      | usbekisch-sowjetischer Zirkusartist und Clown                                                 | 70    |       |
| 26. November | Herbert Ziemer                     | deutscher Verwaltungsjurist                                                                   | 87    |       |
| 27. November | Leopold Arnsperger                 | deutscher Kaufmann                                                                            | 69    |       |
| 27. November | Emanuel Ehrfurt                    | deutscher Politiker (CDU), MdL                                                                | 72    |       |
| 27. November | Ross McWhirter                     | britischer Verleger                                                                           | 50    |       |
| 27. November | Luís Salvador Efraín Salazar Arrué | salvadorianischer Autor und Maler                                                             | 76    |       |
| 27. November | Frederick Tucker, Baron Tucker     | britischer Jurist                                                                             | 87    |       |
| 28. November | Erwin Bielefeld                    | deutscher Klassischer Archäologe                                                              | 67    |       |
| 28. November | Walentina Semjonowna Brumberg      | sowjetische Animationsfilmerin                                                                | 76    |       |
| 28. November | Arno Eckardt                       | deutscher Industrieller                                                                       | 75    |       |
| 28. November | Wilhelm Hünermann                  | deutscher katholischer Geistlicher und Autor                                                  | 75    |       |
| 28. November | Vinzent Porombka                   | deutscher Politiker (KPD/SED), Widerstandskämpfer gegen den Nationalsozialismus               | 65    |       |
| 28. November | Érico Veríssimo                    | brasilianischer Schriftsteller, Literaturwissenschaftler und Übersetzer                       | 69    |       |
| 29. November | Horst Behrendt                     | deutscher Oberstleutnant und Parteisekretär der DDR-Staatssicherheit                          | 64    |       |
| 29. November | Tony Brise                         | englischer Automobilrennfahrer                                                                | 23    |       |
| 29. November | Maria Gerhart                      | österreichische Opernsängerin (Sopran)                                                        | 85    |       |
| 29. November | Heinrich Grüber                    | deutscher evangelischer Theologe, Gegner des Nazi-Regimes, MdV und Friedensaktivist           | 84    |       |
| 29. November | Viktor Hälg                        | Schweizer Ordensgeistlicher, Abtordinarius von Ndanda in Tansania                             | 69    |       |
| 29. November | Graham Hill                        | britischer Autorennfahrer                                                                     | 46    |       |
| 29. November | Willem van Loon                    | niederländischer Tauzieher und olympischer Silbermedaillengewinner                            | 84    |       |
| 29. November | August Ramminger                   | deutscher Journalist und Politiker (CSU), MdB                                                 | 76    |       |
| 30. November | Margarethe Francksen-Kruckenberg   | deutsche Malerin und Kunstgewerblerin                                                         | 85    |       |
| 30. November | Hans Kissel                        | deutscher Offizier, zuletzt Generalmajor im Zweiten Weltkrieg                                 | 78    |       |
| 30. November | Joseph Magnani                     | US-amerikanischer Radsportler                                                                 | 64    |       |
| 30. November | Rudolf Aladár Métall               | österreichischer Jurist                                                                       | 72    |       |
| 30. November | Friedrich Meyer                    | deutscher Politiker (SPD), MdL                                                                | 65    |       |
| 30. November | Klaus Pätau                        | deutsch-amerikanischer Humangenetiker                                                         | 67    |       |
| 30. November | Fausto Pirandello                  | italienischer Maler                                                                           | 76    |       |
| 30. November | Hermann Schlag                     | deutscher Jurist und Ministerialbeamter                                                       | 85    |       |
| 30. November | Bruno Thalmann                     | deutscher LDPD-Funktionär, MdV, Mitglied des Staatsrats der DDR                               | 56    |       |
| November     | Pleasant Thomas Miller             | US-amerikanischer Chemiker                                                                    | 100   |       |
| November     | Hans Weidemann                     | deutscher Propagandist                                                                        | 71    |       |

## Dezember
| Tag          | Name                                  | Beruf, bekannt als                                                                                              | Alter | Beleg |
| ------------ | ------------------------------------- | --- | ----- | ----- |
| 1. Dezember  | Cliff Britton                         | englischer Fußballspieler und -trainer                                                                          | 66    |       |
| 1. Dezember  | Nellie Fox                            | US-amerikanischer Baseballspieler                                                                               | 47    |       |
| 1. Dezember  | Ranganathan Francis                   | indischer Hockeyspieler                                                                                         | 55    |       |
| 1. Dezember  | Herbert Freudenthal                   | deutscher Erziehungswissenschaftler, Geschichtsdidaktiker und Volkskundler                                      | 81    |       |
| 1. Dezember  | Rudolf Heinrich                       | deutscher Bühnenbildner                                                                                         | 49    |       |
| 1. Dezember  | Ernesto Maserati                      | italienischer Automobilrennfahrer, Ingenieur und Unternehmer                                                    | 76    |       |
| 1. Dezember  | Conrad Patzig                         | deutscher Marineoffizier, Admiral im Zweiten Weltkrieg                                                          | 87    |       |
| 1. Dezember  | Hans Schweikart                       | deutscher Regisseur und Schauspieler                                                                            | 80    |       |
| 1. Dezember  | Eduard Schweingruber                  | Schweizer Theologe, Pfarrer und Buch-Autor                                                                      | 76    |       |
| 2. Dezember  | George Dowty                          | britischer Industrieller und Erfinder                                                                           | 74    |       |
| 2. Dezember  | E. W. Emo                             | österreichischer Filmregisseur                                                                                  | 77    |       |
| 2. Dezember  | Alfredo Guisado                       | portugiesischer Lyriker, Journalist und Politiker                                                               | 84    |       |
| 2. Dezember  | Andy Houting                          | kanadischer Radrennfahrer                                                                                       | 74    |       |
| 2. Dezember  | Hans Johner                           | Schweizer Schachspieler und Musiker                                                                             | 86    |       |
| 2. Dezember  | John C. Meyer                         | US-amerikanischer General der US Air Force                                                                      | 56    |       |
| 2. Dezember  | Emeric Partos                         | Modedesigner | 70    |       |
| 2. Dezember  | Hans Sixtus                           | deutscher Rechtsanwalt und Brauereidirektor                                                                     | 68    |       |
| 2. Dezember  | Franz Walzer                          | österreichischer Politiker (ÖVP), Landtagsabgeordneter, Mitglied des Bundesrates                                | 56    |       |
| 3. Dezember  | Albert Bessler                        | deutscher Schauspieler, Theaterregisseur, Autor und Dramaturg                                                   | 70    |       |
| 4. Dezember  | Hannah Arendt                         | US-amerikanische Politologin und Philosophin deutscher Herkunft                                                 | 69    |       |
| 4. Dezember  | Karl zu Eulenburg                     | deutscher Philologe und Schriftsteller                                                                          | 90    |       |
| 4. Dezember  | Wendell Phillips                      | US-amerikanischer Archäologe                                                                                    | 50    |       |
| 4. Dezember  | Richard Wolters                       | deutscher Politiker (KPD)                                                                                       | 78    |       |
| 5. Dezember  | Peter Bratschi                        | Schweizer Politiker, Hörspielautor und Mundartdichter                                                           | 89    |       |
| 5. Dezember  | Hito Çako                             | albanischer kommunistischer Politiker und General                                                               | 52    |       |
| 5. Dezember  | Petrit Dume                           | albanischer kommunistischer Politiker und General                                                               | 55    |       |
| 5. Dezember  | Artur Hoffmann                        | deutscher Politiker (SPD), MdA                                                                                  | 73    |       |
| 5. Dezember  | Leonhard Lutz                         | deutscher Manager und Staatssekretär                                                                            | 62    |       |
| 5. Dezember  | Jimmy Nervo                           | britischer Schauspieler und Komiker                                                                             | 77    |       |
| 5. Dezember  | Karl Walker                           | deutscher Sozialwissenschaftler und Politiker                                                                   | 71    |       |
| 6. Dezember  | Alberto Acuña                         | argentinischer Tangosänger, Gitarrist und Komponist                                                             | 79    |       |
| 6. Dezember  | Pierre Bost                           | französischer Journalist, Schriftsteller und Drehbuchautor                                                      | 74    |       |
| 6. Dezember  | Alfred Frankenfeld                    | deutscher Journalist und Politiker (DDP, FDP), MdHB                                                             | 77    |       |
| 6. Dezember  | Kurt Jaeger                           | deutscher Numismatiker                                                                                          | 65    |       |
| 6. Dezember  | Franz Nicklisch                       | deutscher Schauspieler und Synchronsprecher                                                                     | 69    |       |
| 6. Dezember  | Karl Pempelfort                       | deutscher Dramaturg                                                                                             | 74    |       |
| 6. Dezember  | Franco Pesce                          | italienischer Schauspieler und Filmschaffender                                                                  | 85    |       |
| 6. Dezember  | Tommy Sears                           | englischer Tischtennisspieler                                                                                   |       |       |
| 6. Dezember  | Giuseppe Trabucchi                    | italienischer Rechtsanwalt und Politiker der Democrazia Cristiana                                               | 71    |       |
| 6. Dezember  | Claude Trahan                         | kanadischer Skispringer                                                                                         | 36    |       |
| 7. Dezember  | Hardie Albright                       | US-amerikanischer Schauspieler                                                                                  | 71    |       |
| 7. Dezember  | Fernando do Carmo                     | osttimoresischer Politiker und Freiheitskämpfer                                                                 |       |       |
| 7. Dezember  | Francisco Borja da Costa              | osttimoresischer Journalist, Freiheitskämpfer und Dichter                                                       | 29    |       |
| 7. Dezember  | Rui Alberto Maggiolo Gouveia          | portugiesischer Offizier und Polizist                                                                           |       |       |
| 7. Dezember  | Jan Kluj                              | polnischer Radsportler und nationaler Meister im Radsport                                                       | 65    |       |
| 7. Dezember  | Beatrix Loughran                      | US-amerikanische Eiskunstläuferin                                                                               | 75    |       |
| 7. Dezember  | Karl Plintzner                        | deutscher Filmschauspieler und Synchronsprecher                                                                 | 64    |       |
| 7. Dezember  | Mara Švel-Gamiršek                    | kroatische Schriftstellerin                                                                                     | 75    |       |
| 7. Dezember  | Thornton Wilder                       | US-amerikanischer Schriftsteller                                                                                | 78    |       |
| 8. Dezember  | Julius Berstl                         | deutscher, (seit 1947) britischer Schriftsteller                                                                | 92    |       |
| 8. Dezember  | Karl Blume                            | deutscher Politiker (CDU)                                                                                       | 87    |       |
| 8. Dezember  | Bernardino Bonaparte Soares           | osttimoresischer Unabhängigkeitsaktivist                                                                        |       |       |
| 8. Dezember  | Rosa Bonaparte                        | osttimoresische Frauenrechtlerin und Unabhängigkeitsaktivistin                                                  |       |       |
| 8. Dezember  | Roger East                            | australischer Journalist                                                                                        | 53    |       |
| 8. Dezember  | Otto A. Friedrich                     | deutscher Unternehmer                                                                                           | 73    |       |
| 8. Dezember  | Dieter Roser                          | deutscher Politiker (SPD)                                                                                       | 64    |       |
| 8. Dezember  | Plínio Salgado                        | Präsident Brasiliens                                                                                            | 80    |       |
| 8. Dezember  | Gary Thain                            | neuseeländischer Rockmusiker und Mitglied von Uriah Heep                                                        | 27    |       |
| 8. Dezember  | Siegfried Trommsdorff                 | deutscher Politiker (CDU), MdV                                                                                  | 73    |       |
| 9. Dezember  | Carlo Graaff                          | deutscher Politiker (FDP), MdL, MdB                                                                             | 61    |       |
| 9. Dezember  | Clint Johnston                        | US-amerikanischer Drehbuchautor                                                                                 | 60    |       |
| 9. Dezember  | Frank Signorelli                      | US-amerikanischer Jazz-Pianist und Komponist                                                                    | 74    |       |
| 9. Dezember  | Günter Weber                          | deutscher Ingenieur, Flugzeugkonstrukteur und Hochschullehrer                                                   | 54    |       |
| 9. Dezember  | William A. Wellman                    | US-amerikanischer Filmregisseur                                                                                 | 79    |       |
| 9. Dezember  | John Wheeler-Bennett                  | britischer Historiker und Politikberater                                                                        | 73    |       |
| 10. Dezember | Andrew Charlton                       | australischer Schwimmer                                                                                         | 68    |       |
| 10. Dezember | Fred Crisman                          | US-amerikanischer Kampfpilot, Lehrer, Autor und angeblicher Geheimdienstmitarbeiter                             | 56    |       |
| 10. Dezember | Oskar Dalvit                          | Schweizer Maler                                                                                                 | 64    |       |
| 10. Dezember | Hans Gahlenbeck                       | deutscher Dirigent und Generalmusikdirektor (GMD)                                                               | 79    |       |
| 10. Dezember | Yves Guyon                            | französischer Bauingenieur                                                                                      |       |       |
| 10. Dezember | Wilhelm Schosland                     | deutscher Kirchenmusiker sowie Komponist                                                                        | 79    |       |
| 10. Dezember | Franz Sobek                           | österreichischer Mäzen, Generaldirektor der Österreichischen Staatsdruckerei                                    | 72    |       |
| 10. Dezember | Hans Wittig-Friesen                   | deutscher Grafiker und Verleger                                                                                 | 79    |       |
| 10. Dezember | Hans Wulz                             | deutscher Berufsoffizier und General                                                                            | 82    |       |
| 11. Dezember | Ludwig Arnoul                         | deutscher Kommunalpolitiker, Bürgermeister von Neu-Isenburg                                                     | 79    |       |
| 11. Dezember | Nihal Atsız                           | türkischer Autor, Rassist und Vordenker der ülkücü-Bewegung in der Türkei                                       | 70    |       |
| 11. Dezember | Albert Burkat                         | deutscher Balletttänzer, Dramaturg und Librettist                                                               | 69    |       |
| 11. Dezember | Eino Kuvaja                           | finnischer Offizier und Skisportler                                                                             | 69    |       |
| 11. Dezember | Benton MacKaye                        | US-amerikanischer Forstwissenschaftler                                                                          | 96    |       |
| 11. Dezember | Frederick Meadows                     | kanadischer Mittel- und Langstreckenläufer                                                                      | 89    |       |
| 11. Dezember | Lee Wiley                             | US-amerikanische Jazzsängerin                                                                                   | 67    |       |
| 12. Dezember | Maria Husemann                        | deutsche Sekretärin                                                                                             | 83    |       |
| 12. Dezember | Wladimir Weniaminowitsch Koslow       | russischer Chemiker                                                                                             | 71    |       |
| 12. Dezember | Alfred Rojek                          | deutscher Jurist und Politiker (CDU), MdA                                                                       | 78    |       |
| 12. Dezember | Walentina Wassiljewna Serowa          | ukrainische Schauspielerin                                                                                      | 57    |       |
| 13. Dezember | Wolfgang Bartels                      | deutscher Politiker (CDU), MdB                                                                                  | 72    |       |
| 13. Dezember | Cyril Delevanti                       | britisch-amerikanischer Bühnen- und Filmschauspieler                                                            | 86    |       |
| 13. Dezember | Hendrik Johan Kruls                   | niederländischer General                                                                                        | 73    |       |
| 13. Dezember | Alexis Preller                        | südafrikanischer Maler                                                                                          | 64    |       |
| 13. Dezember | Marie Šedivá                          | tschechoslowakische Florettfechterin                                                                            | 67    |       |
| 13. Dezember | Hermann Terberger                     | deutscher Rüstungsindustrieller                                                                                 | 83    |       |
| 13. Dezember | Woo Sang-kwon                         | südkoreanischer Fußballspieler                                                                                  | 47    |       |
| 13. Dezember | Alois Wünsche-Mitterecker             | deutscher Maler und Bildhauer                                                                                   | 72    |       |
| 14. Dezember | Johannes Brockmann                    | deutscher Politiker (Zentrum), MdL, MdB                                                                         | 87    |       |
| 14. Dezember | Mongezi Feza                          | südafrikanischer Jazzmusiker                                                                                    |       |       |
| 14. Dezember | James Gray                            | britischer Zoologe                                                                                              | 84    |       |
| 14. Dezember | Alfred Mende                          | Freiberger Stadt-Original                                                                                       | 89    |       |
| 14. Dezember | Arthur Treacher                       | US-amerikanisch-britischer Schauspieler                                                                         | 81    |       |
| 14. Dezember | Tillie Voss                           | US-amerikanischer Football- und Basketballspieler                                                               | 78    |       |
| 15. Dezember | Muchtar Aschrafowitsch Aschrafi       | sowjetischer Komponist                                                                                          | 63    |       |
| 15. Dezember | Eugen Braun                           | deutscher Landwirt und Politiker (Zentrum, CDU)                                                                 | 72    |       |
| 15. Dezember | Inoue Shigeyoshi                      | japanischer Admiral                                                                                             | 86    |       |
| 15. Dezember | Chester Ray Longwell                  | US-amerikanischer Geologe                                                                                       | 88    |       |
| 15. Dezember | Émile Pelletier                       | französischer Politiker und Verwaltungsbeamter                                                                  | 77    |       |
| 15. Dezember | Karl Pündter                          | deutscher Schauspieler, Regisseur, Hörspielsprecher und nach 1945 Leiter der Abteilung Schulfunk beim NWDR H... | 92    |       |
| 16. Dezember | Hans-Dietrich Disselhoff              | deutscher Kunsthistoriker und Ethnologe                                                                         | 76    |       |
| 16. Dezember | Álvaro Eugénio Neves da Fontoura      | portugiesischer Minister der Kolonien, Gouverneur von Portugiesisch-Timor, Militär                              | 84    |       |
| 16. Dezember | Kang Sheng                            | chinesischer Politiker                                                                                          | 77    |       |
| 16. Dezember | Wilhelm Stählin                       | deutscher lutherischer Theologe, Bischof, Prediger und Vertreter der Liturgischen Bewegung                      | 92    |       |
| 17. Dezember | Ferdinand Gonseth                     | Schweizer Mathematiker, Philosoph und Hochschullehrer                                                           | 85    |       |
| 17. Dezember | György Páros                          | ungarischer Schachkomponist                                                                                     | 65    |       |
| 17. Dezember | Reinhold Seemann                      | deutscher Geologe                                                                                               | 87    |       |
| 17. Dezember | Noble Sissle                          | amerikanischer Jazzmusiker und Liedtext-Lyriker                                                                 | 86    |       |
| 17. Dezember | Hound Dog Taylor                      | US-amerikanischer Blues-Musiker                                                                                 | 60    |       |
| 17. Dezember | Walter Thompson                       | US-amerikanischer Filmeditor                                                                                    | 72    |       |
| 17. Dezember | Fess Williams                         | US-amerikanischer Jazzmusiker und Bandleader                                                                    | 81    |       |
| 17. Dezember | Stan Wrightsman                       | US-amerikanischer Jazzmusiker (Piano)                                                                           | 65    |       |
| 18. Dezember | Omar Benjelloun                       | marokkanischer Gewerkschaftsaktivist, Rechtsanwalt und Journalist                                               |       |       |
| 18. Dezember | Theodosius Dobzhansky                 | russisch-amerikanischer Biologe, Genetiker                                                                      | 75    |       |
| 18. Dezember | George Fissler                        | US-amerikanischer Schwimmer                                                                                     | 69    |       |
| 18. Dezember | Toivo Hörkkö                          | finnischer Radrennfahrer                                                                                        | 76    |       |
| 18. Dezember | Heinrich Hossiep                      | deutscher Politiker (SPD), MdL                                                                                  | 76    |       |
| 18. Dezember | Nathan Sally Stern                    | deutsch-amerikanischer Ingenieur, Unternehmer und Autor                                                         | 96    |       |
| 18. Dezember | Josef Trischler                       | deutscher Politiker (FDP), MdB                                                                                  | 72    |       |
| 18. Dezember | Earle Wheeler                         | US-amerikanischer Militär, Chief of Staff of the Army und Chairman of the Joint Chiefs of Staff                 | 67    |       |
| 19. Dezember | Luis Contreras                        | chilenischer Fußballspieler                                                                                     | 72    |       |
| 19. Dezember | Else Goldschmidt                      | deutsche Unternehmerin                                                                                          | 77    |       |
| 19. Dezember | Walter Frederick Hunt                 | US-amerikanischer Mineraloge und Petrologe                                                                      | 93    |       |
| 19. Dezember | Kitani Minoru                         | japanischer Gospieler und Lehrer des Go                                                                         | 66    |       |
| 19. Dezember | Arno Lippert                          | deutscher Politiker (CDU), MdA                                                                                  | 71    |       |
| 19. Dezember | René Maheu                            | französischer Philosoph, Kulturattachée und tätig in leitenden Positionen bei der UNESCO                        | 70    |       |
| 19. Dezember | Ladislaus von Rabcewicz               | österreichischer Tunnelbaupionier                                                                               | 82    |       |
| 19. Dezember | Georg Salzberger                      | Rabbiner | 92    |       |
| 19. Dezember | Werner Tarun                          | deutscher Kommunalpolitiker, Bürgermeister von Mosbach                                                          | 55    |       |
| 19. Dezember | Hans Widmann                          | deutscher Buchwissenschaftler und Bibliothekar                                                                  | 67    |       |
| 19. Dezember | Alexander Alexandrowitsch Wischnewski | sowjetischer Chirurg                                                                                            | 69    |       |
| 20. Dezember | Hans Diebow                           | deutscher, antisemitischer Journalist und Schriftsteller                                                        | 79    |       |
| 20. Dezember | Engelbert Kaps                        | deutscher Bildhauer                                                                                             | 87    |       |
| 20. Dezember | Edgar Lohner                          | deutscher Literaturhistoriker und Hochschullehrer                                                               | 56    |       |
| 20. Dezember | William Lundigan                      | US-amerikanischer Schauspieler                                                                                  | 61    |       |
| 20. Dezember | Smokey Stover                         | US-amerikanischer Jazzmusiker                                                                                   |       |       |
| 20. Dezember | Nadeschda Suschkina                   | russische bzw. sowjetische Bodenkundlerin und Hochschullehrerin                                                 | 86    |       |
| 21. Dezember | Jacques Berlioz                       | französischer Zoologe                                                                                           | 84    |       |
| 21. Dezember | Jean Bertin                           | französischer Ingenieur der Luftfahrttechnik                                                                    | 58    |       |
| 21. Dezember | Vincent Burek                         | deutscher Kunstmaler und Grafiker                                                                               | 55    |       |
| 21. Dezember | Ruth Hahn von Dorsche                 | deutsche Politikerin (FDP)                                                                                      | 70    |       |
| 21. Dezember | Rowland V. Lee                        | US-amerikanischer Regisseur, Schauspieler, Produzent                                                            | 84    |       |
| 21. Dezember | Gertrud Meyer                         | deutsche Autorin und Antifaschistin                                                                             | 77    |       |
| 21. Dezember | Kiril Mirtschew                       | bulgarischer Philologe                                                                                          | 73    |       |
| 21. Dezember | Alois Scheibenreif                    | österreichischer Landwirt und Politiker (CSP, ÖVP), Abgeordneter zum Nationalrat                                | 69    |       |
| 22. Dezember | René Floriot                          | französischer Rechtsanwalt und Strafverteidiger                                                                 | 73    |       |
| 22. Dezember | István Kardos                         | ungarischer Komponist, Dirigent, Gesangspädagoge, Pianist und Jazz-Musiker                                      | 84    |       |
| 22. Dezember | Jakob Karl Maurer                     | hessischer Politiker (SPD)                                                                                      | 84    |       |
| 22. Dezember | John Lee Pratt                        | US-amerikanischer Manager, Kunstmäzen und Kunstsammler                                                          | 97    |       |
| 22. Dezember | Stefanie Rabatsch                     | österreichischer Jugendschwarm Adolf Hitlers                                                                    | 87    |       |
| 22. Dezember | Heinz Ufer                            | deutscher Archivar und Heimatforscher                                                                           | 49    |       |
| 22. Dezember | Theodor Vogeler                       | deutscher Schauspieler                                                                                          | 75    |       |
| 22. Dezember | Anatoli Alexandrowitsch Wlassow       | russischer Physiker                                                                                             | 67    |       |
| 22. Dezember | Madame Yevonde                        | britische Fotografin und Pionierin der Farbfotografie                                                           | 82    |       |
| 22. Dezember | Gordon Zahler                         | US-amerikanischer Komponist                                                                                     | 49    |       |
| 23. Dezember | Jaime Camacho Amaral                  | osttimoresischer Freiheitskämpfer                                                                               | 25    |       |
| 24. Dezember | Otto Fürst von Bismarck               | deutscher Politiker (DNVP, NSDAP, CDU), MdR, MdB und Diplomat                                                   | 78    |       |
| 24. Dezember | Joseph Brockmann                      | deutscher römisch-katholischer Priester, Dompropst in Paderborn                                                 | 85    |       |
| 24. Dezember | Gerhard Franz                         | deutscher Generalmajor im Zweiten Weltkrieg                                                                     | 73    |       |
| 24. Dezember | Bertha Günther                        | deutsche Tänzerin und Eurythmielehrerin                                                                         | 81    |       |
| 24. Dezember | Pierre Hentges                        | luxemburgischer Kunstturner                                                                                     | 85    |       |
| 24. Dezember | Bernard Herrmann                      | US-amerikanischer Komponist                                                                                     | 64    |       |
| 24. Dezember | Hans-Georg Lindenstaedt               | deutscher Tischtennisspieler                                                                                    | 71    |       |
| 24. Dezember | Tilly Losch                           | österreichisch-amerikanische Tänzerin, Schauspielerin und Malerin                                               | 72    |       |
| 24. Dezember | Fritz Meyer-Scharffenberg             | deutscher Schriftsteller und Übersetzer                                                                         | 63    |       |
| 24. Dezember | Wilhelm Schritt                       | deutscher Politiker                                                                                             | 83    |       |
| 24. Dezember | Erich Schröder                        | deutscher Fußballspieler                                                                                        | 77    |       |
| 24. Dezember | Gerhard Sperling                      | deutscher Maler                                                                                                 | 67    |       |
| 24. Dezember | Jean Welz                             | österreichisch-südafrikanischer Maler und Architekt                                                             | 75    |       |
| 24. Dezember | Erhard Wetzel                         | deutscher Jurist                                                                                                | 72    |       |
| 24. Dezember | Emil Witte                            | deutscher Verwaltungsbeamter und Politiker (SPD)                                                                | 70    |       |
| 24. Dezember | Franz Wittmann                        | deutscher Landwirt und Politiker (BVP, CSU), MdB                                                                | 80    |       |
| 25. Dezember | John Ely Burchard                     | US-amerikanischer Architekturkritiker und -historiker                                                           | 77    |       |
| 25. Dezember | Gustavo Conforti                      | italienischer Schauspieler                                                                                      | 96    |       |
| 25. Dezember | Henri Ferrari                         | französischer Gewichtheber                                                                                      | 63    |       |
| 25. Dezember | Gaston Gallimard                      | französischer Verleger                                                                                          | 94    |       |
| 25. Dezember | Otto Henning                          | deutscher Politiker (SED)                                                                                       | 62    |       |
| 25. Dezember | Adi Klimanschewsky                    | deutscher Sportjournalist                                                                                       | 57    |       |
| 26. Dezember | Francisco Azorín                      | spanischer Architekt                                                                                            | 90    |       |
| 26. Dezember | Stanisław Kot                         | polnischer Historiker, Politiker und Diplomat                                                                   | 90    |       |
| 27. Dezember | Ronald Jenkins                        | britisch Ingenieur                                                                                              | 68    |       |
| 27. Dezember | Carl-Hans Lungershausen               | deutscher Offizier, zuletzt Generalleutnant der Wehrmacht                                                       | 79    |       |
| 27. Dezember | Arno Meinel                           | deutscher Pädagoge, Maler und Grafiker                                                                          | 76    |       |
| 27. Dezember | Iljaz Reka                            | albanischer kommunistischer Politiker                                                                           | 51    |       |
| 27. Dezember | Clara Sipprell                        | kanadisch-US-amerikanische Fotografin                                                                           | 90    |       |
| 27. Dezember | Friedrich Wührer                      | deutsch-österreichischer Pianist                                                                                | 75    |       |
| 28. Dezember | Antonio Ferri                         | italienischer Luft- und Raumfahrtingenieur                                                                      | 63    |       |
| 28. Dezember | Alexei Illarionowitsch Kiritschenko   | russischer und ukrainischer Politiker                                                                           | 67    |       |
| 28. Dezember | Felix Lehmann                         | deutscher Orchesterleiter und Jazzmusiker                                                                       | 93    |       |
| 28. Dezember | Gabriel Pellon                        | deutscher Maler und Filmarchitekt                                                                               | 75    |       |
| 28. Dezember | Richard Zahn                          | deutscher Politiker (CDU), MdL                                                                                  | 84    |       |
| 29. Dezember | Francisco Díaz de León                | mexikanischer Grafiker                                                                                          | 78    |       |
| 29. Dezember | Bernhard von Kamler                   | österreichischer Industrieller und Wirtschaftsfunktionär                                                        | 73    |       |
| 29. Dezember | Sigurd Lewerentz                      | schwedischer Architekt                                                                                          | 90    |       |
| 30. Dezember | Julio Cueva                           | kubanischer Trompeter und Komponist                                                                             | 78    |       |
| 30. Dezember | Beat Knoblauch                        | Schweizer Grafiker                                                                                              | 31    |       |
| 30. Dezember | Hermann Leuenberger                   | Schweizer Gewerkschafter und Politiker                                                                          | 74    |       |
| 30. Dezember | Hermann Paul Müller                   | deutscher Rennfahrer                                                                                            | 66    |       |
| 30. Dezember | Marie Schuette                        | deutsche Kunsthistorikerin                                                                                      | 97    |       |
| 30. Dezember | Walter Tralau                         | deutscher Architekt und Baubeamter                                                                              | 71    |       |
| 31. Dezember | Walter Ewert                          | Kantor, Lehrer, Heimatforscher, Bodendenkmalpfleger                                                             | 80    |       |
| 31. Dezember | Andreas Nedwal                        | österreichischer Landwirt und Politiker (ÖVP), Landtagsabgeordneter, Abgeordneter zum Nationalrat               | 84    |       |
| Dezember     | Anna Mae Aquash                       | kanadische Aktivistin des American Indian Movement                                                              | 30    |       |
| Dezember     | Blind Teddy Darby                     | US-amerikanischer Bluesmusiker                                                                                  | 69    |       |